# Yakovlev Yak-6
Yakovlev Yak-6 là một máy bay tiện ích 2 động cơ, được Liên Xô phát triển và chế tạo trong suốt Chiến tranh thế giới II. Nó được sử dụng như một máy bay ném bom ban đêm hạng nhẹ và máy bay vận tải hạng nhẹ.

## Phát triển
Yak-6 được thiết kế trong 6 tháng trong năm 1941, nó được thiết kế để phục vụ như một máy bay tiện ích dễ chế tạo. Nó bay lần đầu tiên vào giữa năm 1942 và sau đó nhanh chóng được đưa vào sản xuất. Nó có cấu trúc làm bằng gỗ, và trong phiên bản sản xuất có một bánh máy bay ở đuôi được cố định. 381 chiếc đã được chế tạo.
Nó có 2 động cơ được lắp trên cánh của máy bay, cánh của Yak-6 phần lớn được chế tạo bằng gỗ; nó có bộ phận bánh xe có thể co rút vào được và chở được 2 phi công và 4 hành khách. Một phiên bản mang tên gọi là NBB (hay máy bay ném bom ban đêm tầm ngắn) được lắp 5 giá treo bom mang được 500 kg và một khẩu súng máy 7.7 mm ShKAS, những yak-6 cũng được trang bị để mang hàng hóa (bao gồm 500 kg) hoặc sử dụng như một máy bay cứu thương, máy bay kéo tàu lượn hoặc máy bay hỗ trợ trên không khi mang 10 tên lửa RS-82.
Yak-6M là một phiên bản cải tiến cuối cùng mà nhờ nó người ta đã phát triển loại máy bay lớn hơn tên là Yak-8, mẫu thử nghiệm bắt đầu bay thử nghiệm vào năm 1944. Đây là phiên bản sử dụng chuyên dụng trong việc vận chuyển, thực chất là cho quân đội sử dụng, với sức chứa 6 hành khách, nhưng trong tình trạng thiếu thiết bị trong chiến tranh, hiệu suất của nó đã gây thất vọng và nó không được sản xuất hàng loạt để đưa vào sử dụng.

## Lịch sử hoạt động
Yak-6 được sử dụng với hiệu quả rất lớn ở tiền tuyến, nó được sử dụng để vận chuyển (mang được đến 500 kg hàng hóa), hoặc như một máy bay ném bom ban đêm hạng nhẹ và cung cấp hàng tiếp tế. Từ năm 1944, đa số hoạt động trong VVS được thực hiện như một máy bay tiện ích chung.

## Các phiên bản
Yak-6
Phiên bản sản xuất chính.
NBB
Phiên bản máy bay ném bom ban đêm hạng nhẹ tầm trung.
Yak-6M
Phiên bản cải tiến.

## Các quốc gia sử dụng
- Pháp: phi đội Normandie-Niemen
- Liên Xô: Không quân Xô viết

## Thông số kỹ thuật (Yak-6)

### Đặc điểm riêng
- Phi đoàn: 2
- Sức chứa: 4 hành khách
- Chiều dài: 10.35 m (33 ft 11.5in)
- Sải cánh: 14 m (45 ft 11.25in)
- Chiều cao: n/a
- Diện tích : 29.6 m² (319 ft²)
- Trọng lượng rỗng: 1368 kg (3119 lb
- Trọng lượng cất cánh: 2300 kg (5071 lb)
- Trọng lượng cất cánh tối đa: n/a
- Động cơ: 2× Shvetsov M-11F, công suất 104 kW (140 hp) mỗi chiếc

### Hiệu suất bay
- Vận tốc cực đại: 187 km/h (116 mph)
- Tầm bay: 900 km (559 dặm)
- Trần bay: 3380 m (11090 ft)
- Vận tốc lên cao: n/a
- Lực nâng của cánh: n/a
- Lực đẩy/trọng lượng: n/a

### Vũ khí
- 1 x súng máy ShKAS 7.62 mm
- 500 kg (1102 lb) bom, hoặc 10 tên lửa RS-82

## Nội dung liên quan

### Máy bay có cùng sự phát triển
- Yakovlev Yak-8

### Máy bay có tính năng tương đương
- Polikarpov Po-2
- Shcherbakov Shche-2